# Mariano Rossini
Mariano Rossini (Ancona, 16 novembre 1894 – Alba, 17 novembre 1983) è stato un militare italiano.

## Biografia
Marino Rossini nacque ad Ancona il 16/11/1894 da Pietro e da Paesani Zaira. Il 20 febbraio 1917 mentre era in volo con un aereo Farman Colombo n. 2634 della 46ª Squadriglia, il pilota venne colpito da tiri di mitragliatrice e l’aereo cadde nelle vicinanze di malga Cadria. Il pilota Attilio Rial morì mentre l'osservatore Mariano Rossini rimase gravemente ferito e fu fatto prigioniero. Finita la prima guerra mondiale continuò la carriera militare come ufficiale d’artiglieria da montagna.
Nel 1942 è sul fronte russo con il grado di Tenente Colonnello e comandante del gruppo "Mondovì" del 4º Reggimento Artiglieria Alpina "Cuneense". Durante la ritirata viene fatto prigioniero e riuscì a rientrare in Italia solo a fine guerra.